# Los Masos
Los Masos en idioma francés y oficialmente, Els Masos en catalán, es una localidad  y comuna francesa, situada en el departamento de Pirineos Orientales en la región de Occitania y comarca histórica del Conflent.
A sus habitantes se les conoce por el gentilicio de masois en francés o masonenc, masonenca en catalán.

## Geografía

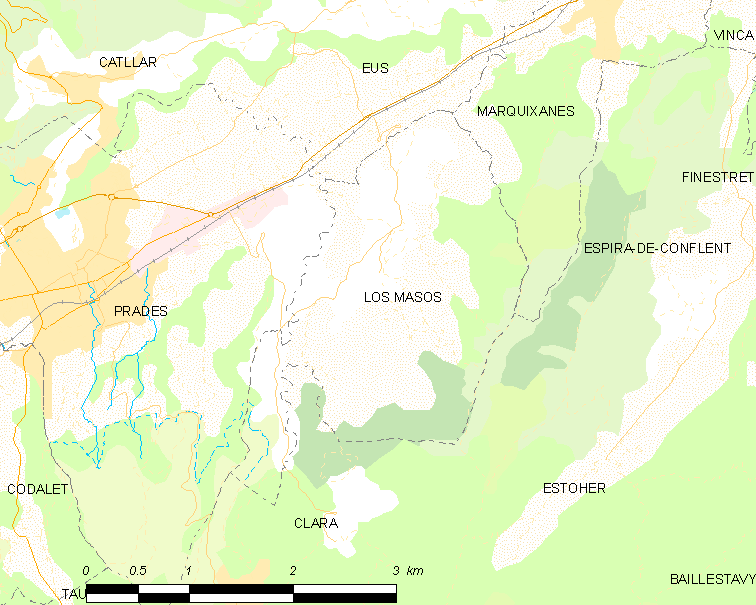
Situación de Los Masos

## Demografía
| 322 | 288 | 299 | 414 | 515 | 562 |
| Para los censos de 1962 a 1999 la población legal corresponde a la población sin duplicidades (Fuente: INSEE [Consultar]) |     |     |     |     |     |